# Michel Surya
Michel Surya est un écrivain, penseur et éditeur français né en 1954. Auteur d'essais, de récits et de romans, il a écrit la biographie de Georges Bataille et fondé la revue Lignes ainsi que les Éditions éponymes.

## Biographie
Michel Surya est particulièrement connu comme biographe de Georges Bataille, son ouvrage Georges Bataille, la mort à l’œuvre, paru initialement chez Séguier en 1987, puis réédité chez Gallimard, faisant toujours autorité. Sur le même auteur, il a écrit plusieurs essais, préfaces et de nombreux articles. Fidèle à la pensée de Bataille, comme à celle de grands écrivains et penseurs, tels que Nietzsche, Maurice Blanchot, Sade, Kafka ou Pasolini, c'est dans une volonté de ne pas séparer la pensée de la littérature, la philosophie et la politique, qu'il a créé les Éditions Lignes et la revue Lignes, une « revue d'idées », qu'il a dirigée depuis sa création en 1987 jusqu'à sa dissolution en 2024.
Lui-même écrivain et penseur, il a publié des essais à la fois politiques et philosophiques, qui disent ses racines anarchistes et son attachement indéfectible à la Révolution, entre résistance et désenchantement. Ainsi, si la Révolution n'a pas eu lieu, ou reste improbable, comme il le dit lui-même à propos de Mai 68, « il fallait évidemment ne pas abandonner ce qui s'est joué là, mais le rejouer en allant chercher dans les livres les possibilités de le penser. » Pour lui, comme pour Sade ou Bataille, la littérature est hors de toute autorité, s'oppose à toutes les servitudes et dominations (politiques, économiques, éthiques, intellectuelles), et se doit de rompre avec tous les enchantements, illusions, pour oser affronter le scandaleux, l'abject, l'impossible. C'est ainsi que dans le troisième tome de ses Matériologies, intitulé Humanimalités, il se propose de révéler, via la littérature (Kafka, Bataille, Hermann Ungar, Pierre Guyotat et d'autres), « l'inéliminable animalité de l'homme », celle de l'humanité humiliée, rabaissée à l'état de bête, dont Kafka eut la prémonition, à travers son récit La Métamorphose. À partir de ce constat, la littérature s'apparente à une méditation sur l'impuissance de la pensée, « l'impuissance de la pensée à se tenir à hauteur de l'horreur » : « je ne vois pas la littérature, confie-t-il, autrement que comme modalité de la pensée, pas n'importe quelle pensée sans doute, celle en fait que la philosophie a écartée ; une pensée basse, sale, angoissée. [...] Ce que l'art permet à la pensée, la pensée s'en est privée. Et ce que la pensée permet à l'art, l'art s'en est privé. Je me tiens là : sur la ligne de crête de cette définition en miroir et de cette privation respective. »
En accord avec cette totale liberté qu'il accorde à la littérature, il est aussi l'auteur de plusieurs récits, aux soubassements autobiographiques manifestes, souvent très sombres, nourris de toute une écriture de la cruauté, où se mêlent les obsessions de l'érotisme, l'excès, l'angoisse, le mal, la mort. Selon lui, la littérature a d'abord pour but un affranchissement ; mais si « c'est dans la même langue que sont produits les énoncés d'asservissement et les énoncés d'affranchissement », il ne suffit plus d'affranchir (comme au XIXe siècle), il faut aussi désenchanter (comme Sade au XVIIIe siècle), car « la servitude est redevenue volontaire ».
Outre ses ouvrages, récits et surtout essais, il a publié de très nombreux articles, notamment sur Georges Bataille, dans des revues, numéros spéciaux ou catalogues d'exposition, mais aussi régulièrement dans la revue Lignes.

## Publications

### Récits
- Exit, précédé de Pris à la langue, préface de Bernard Noël, Paris, Librairie Séguier, 1988 ; réédition suivi de Les Noyés, Paris, Éditions Farrago/Éditions Léo Scheer, 2001.
- Les Noyés, Paris, Séguier, 1990 ; réédition Paris, Éditions Farrago/Éditions Léo Scheer, précédé de Exit, 2001.
- Défiguration, Paris, Fourbis, 1995 ; réédition Paris, Éditions Léo Scheer, 2006.
- Olivet, Paris, Fourbis, 1996 ; réédition Paris, Éditions Farrago/Éditions Léo Scheer, 2001.
- L'Éternel Retour, roman, Paris, Lignes & Manifeste, 2006.
- L'Impasse, Paris, Al Dante, 2010.
- Le Mort-Né, suivi de Eux, Paris, Al Dante, 2016.
- Le Monde des amants - L'Éternel retour, roman, Paris, Éditions L'extrême contemporain, 2022.
- L'Excès, et cetera, poème, Paris, Éditions L'extrême contemporain, 2024.

### Essais
- Georges Bataille, la mort à l’œuvre, Paris, éditions Librairie Séguier, 1987 ; nouvelle éd. augmentée et mise à jour, Paris, Gallimard, 1992 ; réédition Gallimard, coll. « Tel », 2012 (bibliographie mise à jour, mais sans la chronologie ni l'important cahier iconographique).
- De la domination : le capital, la transparence et les affaires, Paris, Farrago, 1999.
- L’Imprécation littéraire : Antelme, Artaud, Bataille, Chestov, Debord, Klossowski, Salman Rushdie, Sade, in Matériologies, I, Paris, Farrago, 1999.
- De l’argent : la ruine de la politique. De la domination II, Paris, Payot-Rivages, coll. « Petite Bibliothèque », 2009 (1re éd. 2000), 119 p. (ISBN 978-2743619466)
- Portrait de l’intellectuel en animal de compagnie, De la domination, III, Paris, Farrago, 2000.
- Mots et mondes de Pierre Guyotat, in Matériologies, II, Paris, Farrago, 2000.
- Humanimalité. L'inéliminable animalité de l'homme, gravures de Nathalie Noëlle Rimlinger, Paris, éditions du Néant, 2001 (repris et intégré à Humanimalités).
- La Révolution rêvée, Paris, Fayard, 2004.
- Humanimalités, précédé de L'idiotie de Bataille, in Matériologies, III, Paris, Léo Scheer, 2004.
- Portrait de l'intermittent du spectacle en supplétif de la domination, in De la domination, IV, Paris, Nouvelles Éditions Lignes, 2007.
- Excepté le possible : Jacques Dupin, Roger Laporte, Bernard Noël, Jean-Michel Reynard, Paris, Fissile & co, 2010.
- Le Polième (Bernard Noël), in Matériologies, IV, Paris, Nouvelles éditions Lignes, 2011.
- Sainteté de Bataille, Paris, éditions de l'Éclat, coll. « Philosophie imaginaire », 2012.
- Les Singes de leur idéal. Sur l'usage récent du mot "changement", De la domination, V, Paris, Nouvelles éditions Lignes, 2013.
- L'Autre Blanchot. L'écriture de jour, l'écriture de nuit, Paris, Gallimard, 2015.
- Capitalisme et djihadisme. Une guerre de religion, Paris, Nouvelles éditions Lignes, 2016.
- Défense d'écrire. Entretiens, entretiens avec Mathilde Girard, Paris, éditions Encre Marine, 2018.
- Sur le peu de révolution, avec Bernard Noël, correspondance choisie, Toulon, La Nerthe, 2020.
- À plus forte raison. Maurice Blanchot, 1940-1944, suivi de deux lettres de Jean-Luc Nancy, Paris, Hermann, 2021.
- Principes pour une littérature qui empeste in Matériologies, V, Paris, Les Presses du Réel/Al Dante, 2021.
- Mots et mondes de Pierre Guyotat, in Matériologies, II, nouvelle édition augmentée, Toulon, La Nerthe, 2022.
- Co/Incidence, avec Jean-Paul Curnier, correspondance choisie, Limoges, Dernier Télégramme, 2022.

### Éditions et préfaces
- Emily Brontë, Les Hauts de Hurlevent, illustré de 15 dessins à la plume de Balthus, Paris, Séguier, 1990.
- Véronique Bergen, Jean Genet, entre mythe et réalité, De Boeck université, 1993.
- D.A.F. de Sade, Français encore un effort si vous voulez être républicains, Paris, Fourbis, 1996.
- Georges Bataille, Choix de lettres (1917-1962), Paris, Gallimard, coll. « Les Cahiers de la NRF », 1997.
- Georges Bataille, Une Liberté souveraine. Textes et entretiens, Paris, Farrago, 2000 (édité partiellement dans le catalogue de l’exposition du centième anniversaire de la naissance de Georges Bataille à la médiathèque d'Orléans, Paris, Fourbis, 1997).
- Bernard Noël, Les Premiers mots, Paris, Flammarion/Léo Scheer, 2003.
- Paule Thévenin, Antonin Artaud : fin de l’ère chrétienne, Paris, Lignes/Léo Scheer, 2006
- Christine Lavant, Das Kind, Paris, Lignes/Léo Scheer, 2006.
- Georges Bataille, Charlotte d’Ingerville, suivi de Sainte, Paris, Lignes/Léo Scheer, 2006.
- Georges Bataille, La Structure psychologique du fascisme, Paris, Nouvelles Éditions Lignes, 2009.
- Alain Hobé, Lieu commun, Les Cabannes, Fissile, 2009.
- Alain Jugnon, L’Écriture matérielle, Paris, Le Limon, 2010.
- Georges Bataille, Discussion sur le péché, Paris, Nouvelles Éditions Lignes, 2010.
- Georges Bataille, La Notion de dépense, présentation de Francis Marmande, Paris, Nouvelles Éditions Lignes, 2011.
- Georges Bataille, L'Anus solaire suivi de Sacrifices, Paris, Nouvelles Éditions Lignes, 2011.
- Georges Bataille, La Souveraineté, Paris, Nouvelles Éditions Lignes, 2012.
- Georges Bataille, L'Alleluiah. Catéchisme de Dianus, Paris, Nouvelles Éditions Lignes, 2012.
- Georges Bataille et André Breton, « Contre-Attaque ». Union de lutte des intellectuels révolutionnaires : « Les Cahiers » et les autres documents, octobre 1935-mai 1936, Paris, Ypsilon éditeur, coll. « Contre-attaque », 2013.
- Jean-Noël Vuarnet, El filosofo-artista, éditions Incorpore, 2015 (Espagne).
- Amandine André, De la destruction, Paris, Al Dante, 2016.
- Georges Bataille, A Experiência interior, Autêntica, 2017 (Brésil).
- Dionys Mascolo, Le Communisme, Paris, Lignes, 2018.
- Georges Bataille, Das Blau des Himmels, Matthes & Seitz, 2018 (Allemagne).
- Alain Jugnon, L’Ivre Nietzsche, Toulon, La Nerthe, 2019.
- Sylvain Santi, Cerner le réel. Christian Prigent à l’œuvre, Lyon, ENS éditions, coll. « Signes », 2019.
- Georges Bataille, Der Fluch des Ökonomie, Matthes & Seitz, 2019 (Allemagne).
- Georges Bataille, Die Erotik, Matthes & Seitz, 2020 (Allemagne).
- Bernard Noël, Là, il y aura oracle (Pour André Masson), Strasbourg, L'Atelier contemporain, 2024.
- Georges Bataille. NON SERVIAM, textes réunis et présentés par Michel Surya, Paris, Éditions Lignes, 2025.